# 18. мај
18. мај (18.5.) је 138. дан године по грегоријанском календару (139. у преступној години). До краја године има још 227 дана.

## Догађаји
- 1096 — Око 800 Јевреја је убијено у Вормсу током Првог крсташког рата.
- 1268 — Крсташка Антиохијска кнежевина је пала под власт мамелучког султана Бајбарса после опсаде Антиохије.
- 1291 — Падом Акре је окончано присуство крсташа у Светој земљи.
- 1565 — Почела је велика опсада Малте, у којој су османске снаге неуспешно покушале да освоје Малту.
- 1652 — Роуд Ајланд је усвојио први закон у англофоној Северној Америци којим је ропство стављено ван закона.
- 1756 — Почео је Седмогодишњи рат када је Велика Британија објавила рат Француској.
- 1803 — Британија објавила рат Француској због Наполеоновог уплитања у унутрашње ствари у Италији и Швајцарској.
- 1804 — Наполеон Бонапарта проглашен за цара Француске. У децембру крунисан као Наполеон I.
- 1896 — Врховни суд САД је пресудио у случају Плеси против Фергусона да је доктрина „одвојени, али једнаки“ у складу са америчким уставом.
- 1944 — У Совјетском Савезу почело протеривање више од 200.000 Татара са Крима под оптужбом да су сарађивали с Немцима.
- 1941 — Немачки бојни брод Бизмарк у пратњи тешке крстарице Принц Еуген, на своју прву и последњу мисију под тајним називом Вежба Рајна под командом немачког адмирала Гинтера Литјенса..
- 1954 — На снагу ступила Европска конвенција о људским правима.
- 1974 — Индија извршила прву нуклеарну пробу у пустињи у Раџастану и постала шеста земља која је извела нуклеарну експлозију.
- 1988 — Почело повлачење совјетских војника из Авганистана.
- 1992 — Комесаријат Уједнијених нација за избеглице саопштио да је из СФРЈ због рата избегло 1,3 милиона људи, што је створило највећу избегличку кризу у Европи од Другог светског рата.
- 1996 —
  - Романо Проди постао премијер 55. сазива Владе Италије од Другог светског рата.
  - Под притиском међународне заједнице председник Републике Српске Радован Караџић повукао се са места председника Републике Српске. Дужност председника преузела потпредседница Биљана Плавшић. Међународни суд за ратне злочине у Хагу у новембру 1995. оптужио Караџића за ратне злочине и геноцид.
- 1998 — Влада САД поднела велику тужбу против корпорације "Мајкрософт", најјаче софтверске компаније на свету, због монопола.
- 1999 — Влада у Сијера Леонеу и побуњеници договорили прекид ватре, окончане седмогодишње борбе.
- 2000 — Савет безбедности УН једногласно усвојио ембарго на оружје против Етиопије и Еритреје, као последицу поновног захуктавања њиховог двогодишњег пограничног рата.
- 2013. Такмичење песме Евровизије 2013 финале у шведској у Малмеу.

## Рођења
- 1711 — Руђер Бошковић, српски филозоф, астроном, математичар, физичар, песник и дипломата. (прем. 1787)[1]
- 1850 — Оливер Хевисајд, енглески електротехничар, математичар и физичар. (прем. 1925)[2]
- 1868 — Николај II Александрович, руски цар. (прем. 1918)
- 1872 — Бертранд Расел, британски филозоф и математичар. (прем. 1970)[3]
- 1883 — Валтер Гропијус, немачки архитекта, оснивач Баухауса. (прем. 1969)[4]
- 1897 — Френк Капра, италијанско-амерички редитељ, продуцент и сценариста. (прем. 1991)[5]
- 1909 — Фред Пери, енглески тенисер и стонотенисер. (прем. 1995)[6]
- 1914 — Борис Христов, бугарски оперски певач. (прем. 1993)[7]
- 1919 — Марго Фонтејн, британска примабалерина. (прем. 1991)[8]
- 1920 — Папа Јован Павле II. (прем. 2005)[9]
- 1932 — Јован Јанићијевић Бурдуш, српски глумац. (прем. 1992)[10]
- 1934 — Никола Симић, српски глумац и комичар. (прем. 2014)[11]
- 1939 — Силвана Арменулић, југословенска певачица и глумица. (прем. 1976)[12]
- 1941 — Миријам Марголис, енглеско-аустралијска глумица.[13]
- 1952 — Џорџ Стрејт, амерички музичар, глумац и музички продуцент.[14]
- 1954 — Небојша Радуновић, српски гинеколог, редовни професор Медицинског факултета у Београду, дописни члан САНУ.[15]
- 1955 — Чау Јун-Фат, кинески глумац.[16]
- 1957 — Михај Крецу, румунско-немачки музичар и музички продуцент, оснивач групе Enigma.[17]
- 1960 — Јаник Ноа, француски тенисер.[18]
- 1962 — Сандра Крецу, немачка музичарка.[19]
- 1970 — Оливер Поповић, српски кошаркаш и кошаркашки тренер.[20]
- 1970 — Тина Феј, америчка глумица, комичарка, сценаристкиња и продуценткиња.[21]
- 1971 — Нина Бједов, српска кошаркашица.[22]
- 1975 — Џон Хигинс, шкотски играч снукера.[23]
- 1978 — Рикардо Карваљо, португалски фудбалер.[24]
- 1980 — Реџи Еванс, амерички кошаркаш.[25]
- 1980 — Микаел Љодра, француски тенисер.[26]
- 1986 — Кевин Андерсон, јужноафрички тенисер.[27]
- 1986 — Алексеј Жукањенко, руски кошаркаш.[28]
- 1987 — Луисана Лопилато, аргентинска глумица, модел и певачица.[29]
- 1992 — Лук Блек, српски музичар и музички продуцент.
- 1994 — Александар Чаврић, српски фудбалер.[30]
- 1997 — Александра Катанић, српска кошаркашица.[31]
- 1997 — Давид Миладиновић, српски кошаркаш.[32]

## Смрти
- 1781 — Тупак Амару II, перуански револуционар. (рођ. 1742)[33]
- 1799 — Пјер Бомарше, француски драмски писац. (рођ. 1732)[34]
- 1800 — Александар Суворов, руски војсковођа и стратег. (рођ. 1729)[35]
- 1911 — Густав Малер, аустријски композитор и диригент. (рођ. 1860)[36]
- 1973 — Жинет Ранкин, америчка политичарка. (рођ. 1880)
- 1981 — Вилијам Саројан, амерички књижевник. (рођ. 1908)[37]
- 1995 — Александар Годунов, руски балетски играч. (рођ. 1949)[38]
- 1996 — Ђорђе Ђукић, генерал Војске Републике Српске. (рођ. 1934)
- 2007 — Пјер-Жил де Жен, француски физичар, добитник Нобелове награде за физику. (рођ. 1932)[39]
- 2014 — Добрица Ћосић, српски књижевник, члан САНУ, први председник СР Југославије. (рођ. 1921)[40]
- 2021 — Чарлс Гродин, амерички филмски, телевизијски и позоришни глумац. (*1935)[41]

## Празници и дани сећања
- Српска православна црква слави:
  - Свету великомученицу Ирину
  - Светог Мартина и Ираклију
- Светски дан Музеја